# Ducati SportClassic
La gamme Sport Classic est une gamme de trois motocyclettes, construites par l'usine italienne Ducati.
La Sport, la Paul Smart LE (pour Limited Edition, édition limitée) et la GT sont présentées comme des études de marché au cours du salon de Tokyo de 2003. Devant l'intérêt suscité, la direction décide de produire ces modèles en série, à partir de 2006.
Ces trois machines reprennent l'esthétique générale de trois machines qui ont marqué l'histoire de la firme de Bologne. La 1000 Paul Smart ressemble à la 750 SS qui remporta les 200 Miles d'Imola en 1972 aux mains de Paul Smart. La 1000 Sport est une évocation de la 750 Sport de 1971. La 1000 GT se veut être une version moderne de la 750 GT de 1970.
Elles sont toutes les trois équipées du moteur bicylindre en V ouvert à 90°, quatre temps de 992 cm3 issue de la 1000 Monster.

Il est annoncé pour 92 chevaux à 8 000 tr/min et un couple de 9,3 mkg à 6 000 tr/min. Il est alimenté par une injection électronique Magneti Marelli de 45 mm de diamètre.
Le freinage est assuré à l'avant par deux disques de 320 mm de diamètre, mangés par des étriers doubles pistons, et à l'arrière par un simple disque de 245 mm de diamètre, mangé par un étrier simple piston.
Sur la Sport et la GT, la fourche télescopique inversée de 43 mm provient du catalogue Marzocchi,, alors que celle de la Paul Smart est estampillée Öhlins et est réglable en détente, compression et précharge.
La Sport et la Paul Smart reçoivent un monoamortisseur, Sachs sur la Sport, Öhlins sur la Paul Smart, avec un débattement de 130 mm, tandis que la GT utilisent deux combinés Sachs avec un débattement de 133 mm.
Le poids à sec annoncé est de 181 kg pour la Paul Smart, 179 kg pour la Sport et 183 kg pour la GT.
La hauteur de selle varie de 825 mm (pour les Paul Smart et Sport,) à 830 mm (pour la GT).
Pour 2007, la Sport est déclinée avec une selle passager appelée Biposto, ou avec un carénage tête de fourche identique à celui de la Paul Smart, appelée Sport S. Le poids est en augmentation de 3 kg pour la première et 2 kg pour la seconde.

La Paul Smart est retirée du catalogue.
Fin 2008, à l'occasion du salon de la moto de Cologne, Ducati présente la GT Touring. Elle se pare, de série, d'un grand pare-brise, de garde-boue avant et arrière chromés et d'une large poignée de maintien passager chromée. Ces accessoires lui font prendre 2 kg. Cette machine n'est disponible qu'en noir avec une bande blanche sur le réservoir.

## Galerie

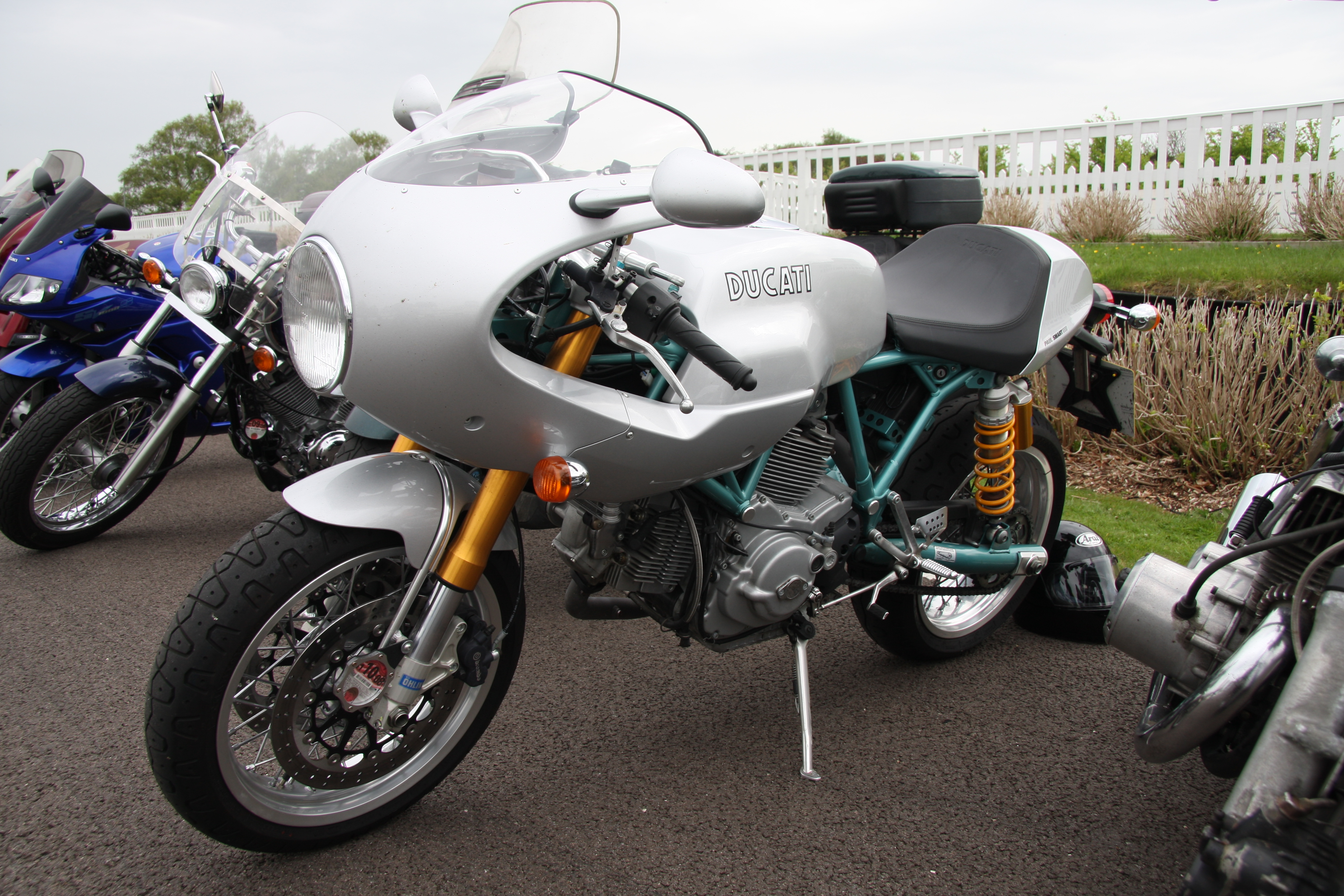
1000 Paul Smart
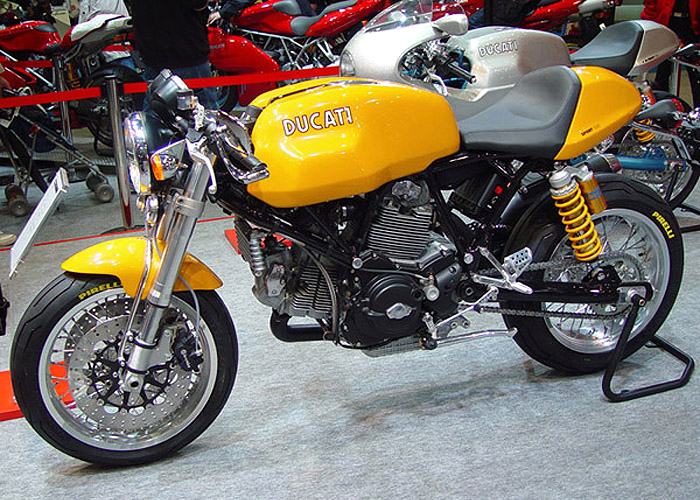
1000 Sport
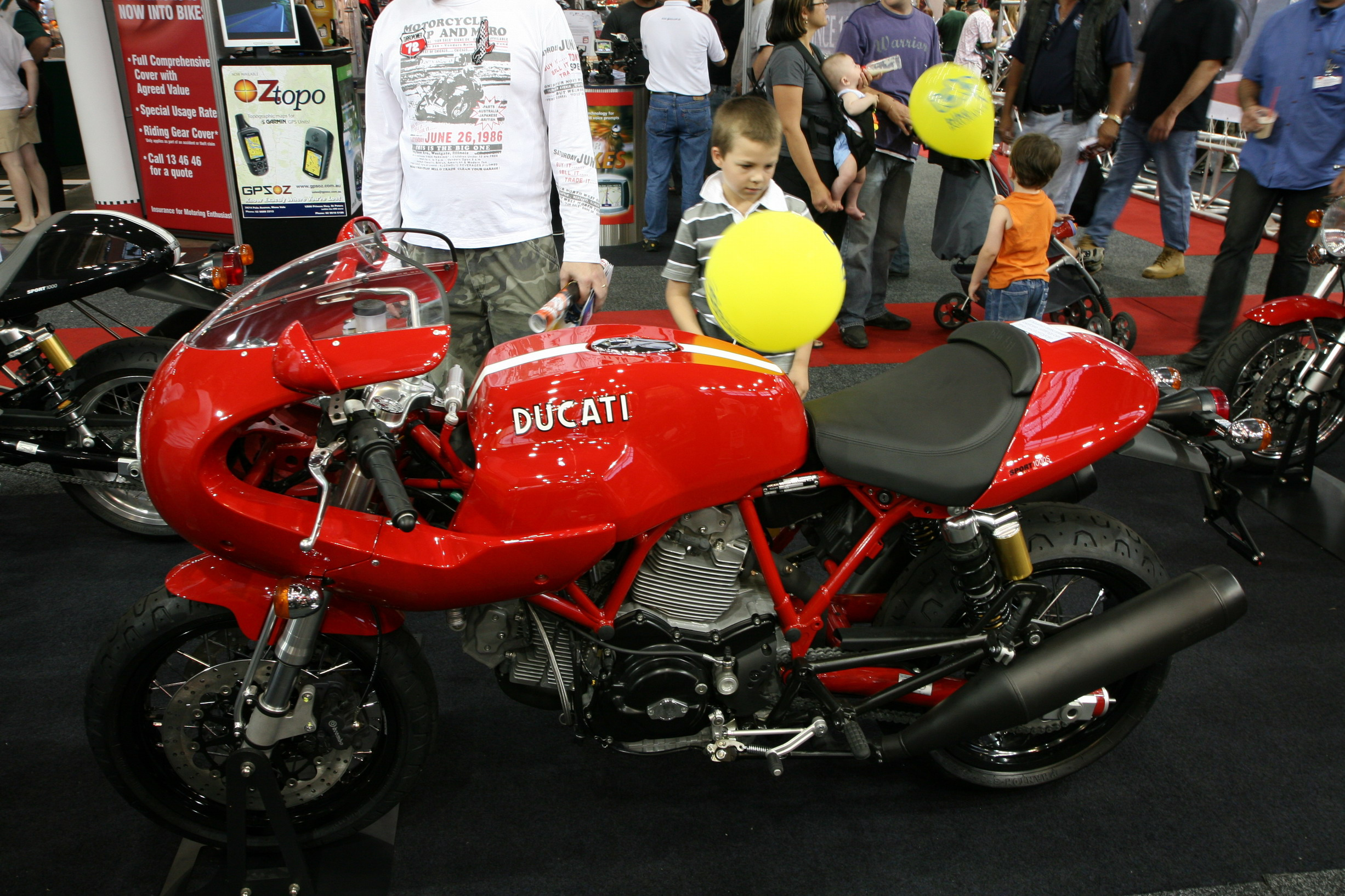
1000 Sport S
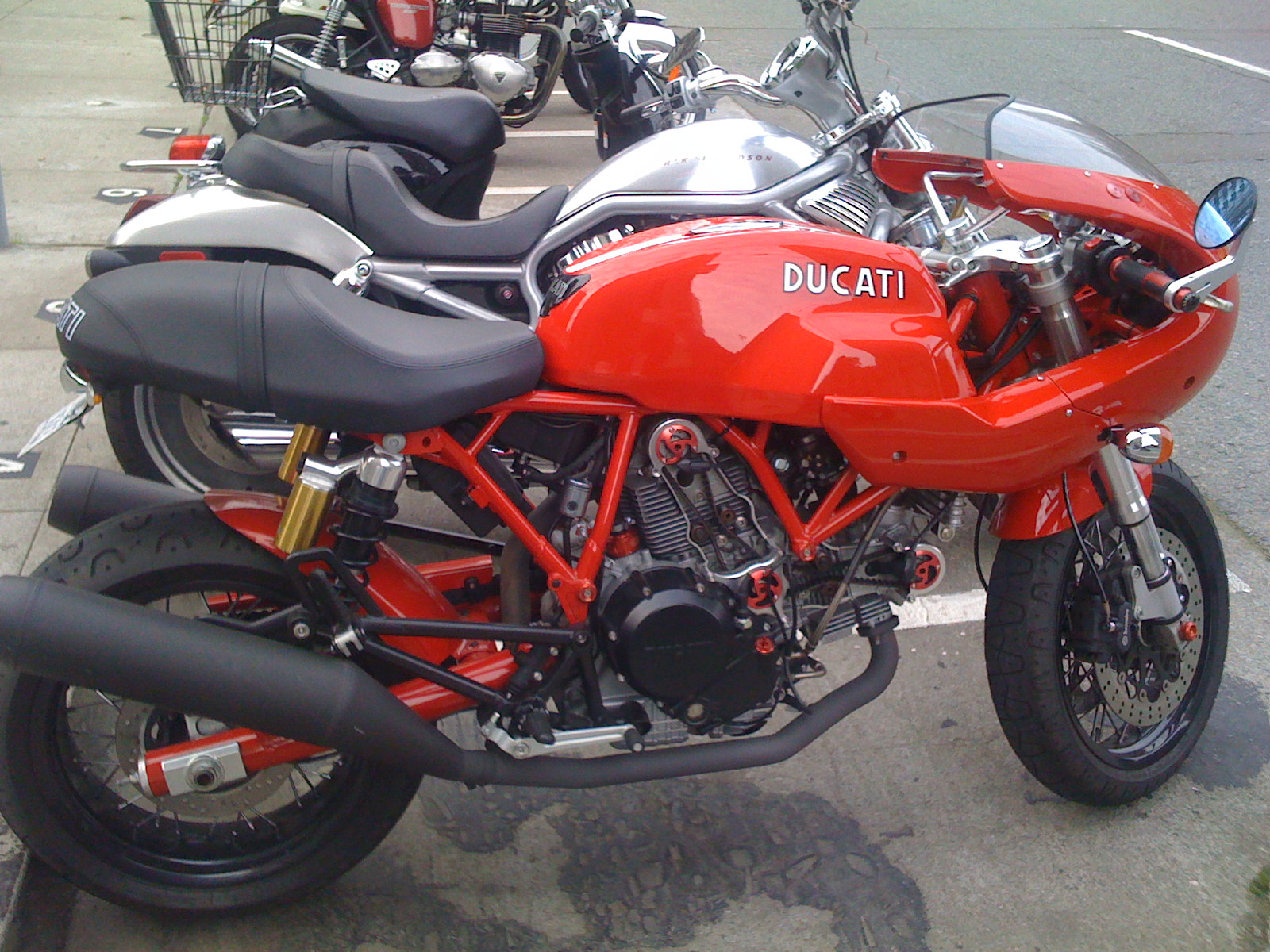
1000 Sport Biposto
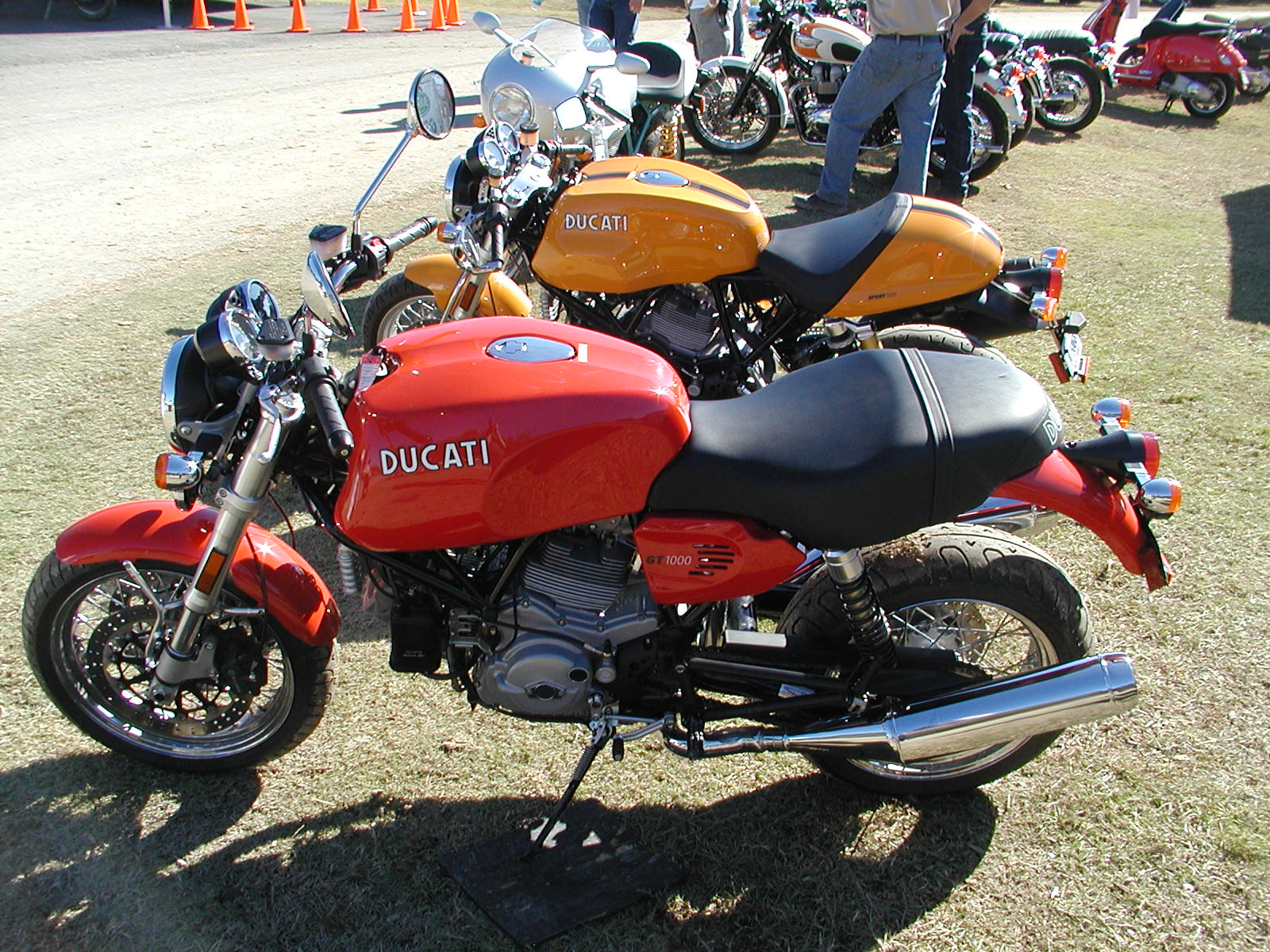
1000 GT